# San Francisco International Airport (serie televisiva)
San Francisco International Airport è una serie televisiva statunitense andata in onda tra settembre e dicembre del 1970 come parte della serie a rotazione Four in One.

## Trama
Il protagonista della serie è Jim Conrad, direttore del gigantesco Aeroporto Internazionale di San Francisco, che all'epoca della messa in onda si diceva gestisse oltre 15 milioni di passeggeri all'anno e avesse più di 35.000 dipendenti, alle prese con situazioni aeroportuali riprese dalla vita reale, come manifestanti che protestano, malfunzionamenti meccanici e problemi simili. È affiancato da June, la sua segretaria, e dal capo della sicurezza Bob Hatten, in un momento in cui la questione della sicurezza cominciava ad avere una certa importanza nella vita reale del trasporto aereo.

## Produzione
L'episodio pilota, intitolato come la serie San Francisco International Airport o più semplicemente San Francisco International, scritto da William Read Woodfield e Allan Balter e diretto da John Llewellyn Moxey, venne trasmesso per primo come un film televisivo e il ruolo di Jim Conrad era impersonato da Pernell Roberts. La rete ordinò di girare altri sei episodi della serie, ma solo con la clausola che Bridges interpreti il ruolo al posto di Roberts.
San Francisco International Airport è stato il secondo programma della rotazione Four in One, dopo Uno sceriffo a New York. I sei episodi furono mostrati per la prima volta nel loro ordine dalla fine di ottobre fino all'inizio di dicembre 1970, e furono poi sostituiti nella fascia del mercoledì sera alle 22:00 da Mistero in galleria. Una volta che Mistero in galleria e The Psychiatrist esaurirono le loro prime repliche, gli episodi di tutte e quattro le serie sono stati ripetuti intervallati l'uno con l'altro. Nella stagione successiva, Mistero in galleria venne scelto per essere trasmesso come serie a sé stante e Uno sceriffo a New York è stato rinnovato come elemento di una nuova serie a rotazione, The NBC Mystery Movie. San Francisco International Airport e The Psychiatrist vennero infine cancellati, senza più altri episodi girati oltre i sei iniziali.
L'episodio pilota, interpretato da Roberts, ha ricevuto recensioni tiepide ed è stato in gran parte dimenticato per anni, ma alla fine è stato salvato dall'oblìo diventando il soggetto di un episodio della sesta stagione di Mystery Science Theatre 3000, trasmesso nel novembre del 1994.

## Episodi
| nº | Titolo originale            | Prima TV USA      |
| -- | --------------------------- | ----------------- |
| 0  | San Francisco International | 29 settembre 1970 |
| 1  | Emergency Alert             | 28 ottobre 1970   |
| 2  | We Once Came to Parades     | 4 novembre 1970   |
| 3  | Hostage                     | 11 novembre 1970  |
| 4  | Crisis                      | 18 novembre 1970  |
| 5  | Supersonic Transport        | 25 novembre 1970  |
| 6  | The High Cost of Nightmares | 2 dicembre 1970   |

## Guest stars
- Charles Aidman
- Lew Ayres
- Scott Brady
- Peter Brocco
- Beth Brickell
- Walter Brooke
- Dane Clark
- Russ Conway
- Chuck Daniel
- Severn Darden
- Jill Donohue
- Ted Eccles
- Dana Elcar
- Edward Faulkner
- Jodie Foster
- Lorraine Gary
- Frank Gerstle
- Deidre Hall
- Mark Hannibal
- David Hartman
- Tab Hunter
- Russell Johnson
- Van Johnson
- Robert Karnes

- John Kellogg
- David Lewis
- Nancy Malone
- Tim Matheson
- Richard McMurray
- Byron Morrow
- Tim O'Connor
- James Olson
- Phillip Pine
- Cliff Potts
- Albert Salmi
- Sallie Shockley
- Barbara Siegel
- Henry Silva
- Richard X. Slattery
- Jim B. Smith
- Robert Sorrells
- Jerry Strickler
- William Sylvester
- Robert Viharo
- Mills Watson
- Robert Webber
- Peter Whitney
- Jason Wingreen